# Campantar

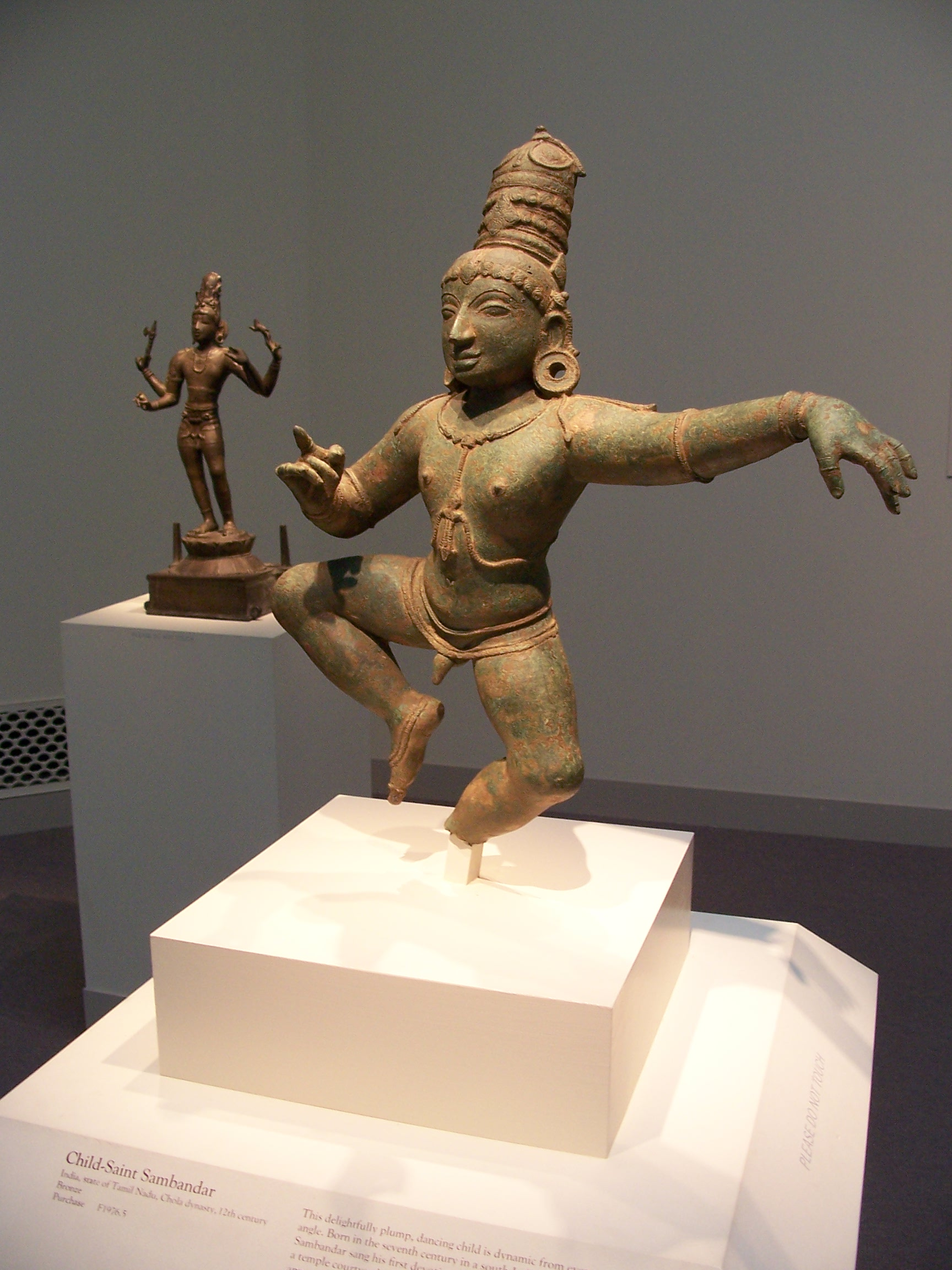
Campantar la vârsta copilăriei, statuetă din perioada dinastiei Chola (secolul al XII-lea)

Tirugnana Campantar (644 - 660), sau Champantar, Sambandar etc. (în limba tamilă: திருஞானசம்பந்தர்), a fost un poet indian de limbă tamilă, care a trăit prin secolul al VII-lea.

## Opera
A fost colaborator al lui Appar la scrierea Tēvāram, o culegere imnuri religioase dedicate zeului Shiva.
Scrierea este marcată de polemica dintre jainism și budism.
Forma poetică este realizată prin mijloace stilistice rafinate: rimă, asonanță, ritm și armonie vocalică.